# Пауло Ізідоро
Пауло Ізідоро (порт. Paulo Isidoro, нар. 3 липня 1953, Матозіньюс) — бразильський футболіст, що грав на позиції півзахисника. Футболіст року в Бразилії (1981).
Виступав, зокрема, за клуби «Атлетіко Мінейру» та «Гуарані» (Кампінас), а також національну збірну Бразилії.

## Клубна кар'єра
Народився 3 липня 1953 року в місті Матозіньюс. Пауло Ізідоро почав займатися футболом в аматорській команді «Ідеал». У 1973 році Пауло Ізідоро приєднався до «Атлетіко Мінейру», його стали використовувати на позиції нападника, однак пробитись до першої команди не зумів і був відданий в річну оренду в «Насьонал» (Манаус).
Повернувшись в «Атлетіко», головний тренер Теле Сантана дав шанс Пауло проявити себе в першій команді. Ізідоро ніколи до цього не допускався до ігор в першій команді, але зумів швидко там закріпитись. Цього разу відіграв за команду з Белу-Орізонті наступні п'ять сезонів своєї ігрової кар'єри. Більшість часу, проведеного у складі «Атлетіко Мінейру», був основним гравцем команди і 1977 року став з командою фіналістом чемпіонату Бразилії, а також виграв з клубом чемпіонат штату у 1976, 1978, 1979 роках.
1980 року уклав контракт з клубом «Греміо», у складі якого провів наступні три роки своєї кар'єри гравця. У складі «Греміо» був одним з головних бомбардирів команди, маючи середню результативність на рівні 0,33 гола за гру першості і 1981 року виграв чемпіонат Бразилії.
З 1983 року два сезони захищав кольори клубу «Сантус», вигравши в другому сезоні Лігу Паулусту, а в 1985 році повернувся до табору «Атлетіко Мінейру».
Згодом грав у складі вищолігових команд «Гуарані» (Кампінас) та «Крузейру», та ряді нижчолігових клубів, де і завершив ігрову кар'єру у команді «Планалтіна», за яку виступав протягом 1997 року.

## Виступи за збірну
1977 року дебютував в офіційних матчах у складі національної збірної Бразилії. Він брав участь у Мундіаліто наприкінці 1980 — початку 1981 року, ставши фіналістом турніру. 
Також у складі збірної був учасником чемпіонату світу 1982 року в Іспанії, зігравши в цілому чотири матчі. 
Загалом протягом кар'єри у національній команді, яка тривала 7 років, провів у її формі 36 матчів, забивши 3 голи.

## Титули і досягнення

### Командні
- Чемпіон Бразилії (1):

«Греміо»: 1981
- Переможець Ліги Мінейро (4):

«Атлетіко Мінейру»: 1976, 1978, 1979
«Крузейру»: 1990
- Переможець Ліги Пауліста (1):

«Сантус»: 1984

### Особисті
- Футболіст року в Бразилії (Золотий м'яч): 1981
- Володар бразильського Срібного м'яча: 1976, 1981, 1983